# Pór Antal
Pór Antal (Esztergom, 1834. október 18. – Esztergom, 1911. szeptember 8.) történész, egyházi író, a Magyar Tudományos Akadémia rendes tagja (1892).

## Életútja
A gimnáziumot Esztergomban végezte. Honvédként harcolt a szabadságharcban, hadifogságba esett, hazatérése után papnövendék lett. Egy évet a pozsonyi Emericanumban, kettőt a nagyszombati főgimnáziumban bölcselet hallgatásával, négyet teológiai tanulmányokkal a Pázmány intézetben Bécsben töltött, ahova később, a történelmi tanszakra készülve, mint tanárjelölt még két évre visszakerült. 1857. október 20-án pappá szentelték, de még előtte a nagyszombati érseki gimnázium tanárává nevezték ki. 1871 végén megválasztották Esztergom lelkészének. A pápa 1874. július 3-án tiszteletbeli titkos káplánjává, utóbb apostoli főjegyzőjévé, Simor bíbornok-érsek pedig az esztergomi kerület esperesévé és tanfelügyelőjévé nevezte ki. 1875–1881 között Esztergom követe volt az országgyűlésen. 1880-ban pozsonyi kanonok, 1886-ban Szent Imréről elnevezett címzetes apát, 1893-ban esztergomi kanonok és honti főesperes lett.
A Magyar Tudományos Akadémia 1872. május 24-én levelező tagjának, 1892. május 5-én rendes tagjának választotta. A Magyar Történelmi Társulatnak, a heraldikai és genealógiai társulatnak igazgató-választmányi, a Szent István Társaságban a tudományi és irodalmi osztály tagja.
Történetíróként különösen a magyar Anjou-korral, de a külföld történetével és annak nevezetesebb alakjaival, alkotásaikkal is foglalkozott. Számtalan cikkben, többek között a Századok, a Katolikus Szemle, az Egyházi Közlöny, a Pesti Napló, a Reform, a Szabad Egyház, az Ellenőr és más lapokban közölt kor-, élet- és jellemrajzokat.

## Művei
- Athén Perikles korában. Curtius után. Pest, 1868.
- I. Frigyes császár viszonya Oroszlán Henrikhez. Buda, 1870. (Különny. az Orsz. középtan. tanáregylet Közlönyéből).
- Hellas földirata és hellén államrégiségek. A művelt rendek szükségeihez alkalmazva. Az MTA által a magyar hölgyek díjával koszorúzott pályamű. Pest, 1871. (Tudományok Csarnoka 6.).
- Szent István király. Történelmi tanulmány. Pest, 1871. (Házi Könyvtár I.).
- Róma története a nyugoti birodalom elenyésztéig. Az MTA által koszorúzott pályamű. Budapest, 1873.
- Hunyady János. Élet- és korrajz. Budapest, 1873. (Házi könyvtár XIV.).
- Egyházi beszéd, melyet Szent István király ünnepén 1873. aug. 20. a budai vártemplomban mondott. Budapest, 1873.
- Aenas Sylvius II. Pius pápa. Élet- és korrajz. Budapest, 1880. (Házi Könyvtár XXXIII.).
- Elnöki jelentés, melyet a pozsonyi Toldy-kör közgyűlésén 1883. jan. 7. mondott. Pozsony.
- Rónay Jáczint pozsonyi prépost. Életrajzi vázlat. Pozsony, 1885. (Kortársaink 6-7.).
- Érdekes per a XIV. századból. Adatok Pozsony történetéhez. Pozsony, 1885. (Pozsonyvármegyei régészeti és tört. egyesület Értesítője 3.).
- Ipolyi Arnold váradi püspök élete és munkái vázlata. Pozsony, 1886. (Kortársaink 11-15.).
- Ipolyi Arnold a m. tört. társulat elnökének emlékezete. Budapest, 1887. (Különnyomat a Századokból).
- Gvadányi József, magyar lovas generalis emlékezete. Pozsony, 1887.
- Trencséni Csák Máté 1260-1321. Budapest, 1888. Számos képpel. (M. Történeti Életrajzok).
- Habsburgi Ágnes magyar királyné és Erzsébet herczgasszony, az Árpád-ház utolsó sarja. Budapest, 1888. (Különny. a Kath. Szemléből).
- Lipóczi és Nekcsei Demeter és Sándor. Budapest, 1890. (Különny. a Századokból).
- Csór Tamás királyi főajtón álló. Liptói és kőrösi főispán, csokakői, gesztesi és ó-budai várnagy. Kolozsvár, 1890. (Különny. az Erd. Múzeum-egylet bölcselet-, nyelv- és történettud. szakosztályának kiadványaiból).
- Bánk-bán Melindája. Uo. 1890. (Különny. az Erd. Múzeum-egylet kiadványaiból).
- Tót Lőrincz a kir. tárnokok és zászlótartók mestere 1328-1348. Bpest, 1891. (Különny. a Századokból).
- Emlékbeszéd Rónay Ján. Jáczint, az MTA rendes tagjáról. Uo. 1891.
- Az Osl nemzetség története a XIII. és XIV. száz. Uo. 1892. (Különny. a Turul 1891. évf. -ból).
- László erdélyi vajda (1291-1315). Rajzok Erdély multjából a középkorban. Kolozsvár, 1891. (Különny. az Erd. Múzeum-egylet kiadványai VIII. köt.-ből).
- Nagy Lajos magyar király viszonya Giannio di Cuccio francia trónkövetelőhöz. Budapest, 1892.
- Nagy Lajos élete (1326-1382). Bpest, 20 önálló s 175 a szövegbe nyomott képpel. (Tört. Életrajzok), 1892.
- Az erdélyi vajdák sorozata a XIV. sz. végeig. Kolozsvár, 1893. (Különny. az Erdélyi Múzeumból).
- Nagy Lajos magyar király viszonya Giannino franczia trónkövetelőhöz. Székfoglaló értekezés. Bpest, 1892.
- Az Anjouk kora. Bpest, 1895. (A Magyar Nemzet Története millenniumi kiadásának III. kötete).
- Emlékbeszéd Dankó József levelező tagról. Uo. 1897. (Emlékbeszédek IX. 2.).
- Nagy Lajos litván hadjárata. Kolozsvár, 1899.
- Záh Feliczián pöre. Uo. 1900. (Különny. a Századokból).
- Nagy Lajos a halicsi érsekség megalapítója. Uo. 1900. (Különnyomat a Kath. Szemléből).
- Boleszló herczeg esztergomi érsek. (1321-1328). Esztergom, 1900. (Különny. az Esztergom-vidéki rég. és tört. társulat III. Évkönyvéből).
- Nagy Lajos király szövetkezése IV. Károly császár ellen 1362-ben. Bpest, 1900. (Különny. a Századokból).
- Magyar vonatkozású fali képek Runkelstein-ben. Uo. 1900. (Különny. az Arch. Értesítőből).
- Nagy Lajos király viszonya az aquiléjai partiarkákhoz. Uo. 1900.
- Erzsébet királyné aacheni zarándkolása 1357-ben. Uo. 1901.
- István úr árvája. Uo. 1901. (Különny. a Századokból).
- Die Runkelsteiner Wandgemälde in ihrer Beziehung zur Geschichte Ungarns. Wien, 1901. (Különny. a Mittheilungen der k. k. Central-Commission für Kunst- u. hist. Denkmaleből).
- A magyar Anjouk igényei a lengyel trónra. Kolozsvár, 1902. (Különny. az Erdélyi Múzeumból).
- A négy Miklós. Bpest, 1902. (Különny. a Századokból).
- Magyar-lengyel érintkezés a XIV. században. Uo. 1903. (Különny. a Századokból.)
- A magyar Anjouk lengyel krónikása, Carnkovi János. Kolozsvár, 1904.
- Keszei Miklós. Bpest, 1905. (M. Tört. Életrajzok XX. 5.).

Álnevei: Lászlófi Antal, Agricola, Virágvölgyi, Kárász Huba, Non quis sed quuid, és =, (, +. (1882-től a kath. lapokban és a Pozsonyvidéki Lapokban).